# Mozartkugel

Comparativa de Mozartkugeln de distintas marcas.

Las Mozartkugeln (singular Mozartkugel, en español "bola de Mozart") son un dulce tradicional de la gastronomía de Austria originario de la ciudad de Salzburgo. Fueron creadas por el pastelero Paul Fürst en 1890 y su nombre es un homenaje al compositor Wolfgang Amadeus Mozart. La confitería Fürst sigue elaborándolas de forma artesanal y de acuerdo a la receta original. Como dicha confitería no posee los derechos legales sobre la denominación "Mozartkugeln", existen numerosas imitaciones del producto, generalmente fabricadas siguiendo métodos industriales.

## Origen
El maestro pastelero Paul Fürst llegó a Salzburgo en 1885 y abrió su propio establecimiento en el número 13 de la calle Brodgasse. Produjo su primer Mozartbonbon en 1890, para posteriormente comercializarlo en grandes cantidades, ya como Mozartkugeln. El mérito de Fürst consistió en fabricar un bombón de forma casi perfectamente esférica. El proceso de producción empleado en la confitería Fürst no ha sufrido cambios hasta el día de hoy. Fürst presentó sus Mozartkugeln en una feria en París en 1905, obteniendo el máximo galardón.

## Receta
Cada Mozartkugel está formada por una bolita de mazapán de pistacho recubierto de nougat. Durante su fabricación, esta bola se ensarta en un palito de madera y se sumerge en un baño de chocolate negro. Lo siguiente es poner el palito de forma vertical con la Mozartkugel en lo alto para permitir que esta se seque y endurezca. Finalmente se retira el palo y se cubre con chocolate el agujero dejado por este. La bola, lista para ser consumida, se envuelve en papel de aluminio. Aproximadamente 1,4 millones de Mozartkugeln al año se fabrican siguiendo esta técnica.

## Cine
- 2006: Mozartkugeln – Dirigida por: Larry Weinstein (página en imdb.com, Página oficial)